# HD 106976
HD 106976，又名BD-03 3263，SAO 138704、HR 4678，是一颗恒星，视星等为6.54，位于銀經287.17，銀緯57.9，其B1900.0坐标为赤經12h 13m 1.7s，赤緯-3° 57.9′ 38″。